# Ишимбайский нефтяной колледж
Ишимбайский нефтяной колледж (ИНК) — нефтяной колледж в городе Ишимбае, первое учебное заведение в Башкортостане профессионального образования топливно-энергетического профиля, создание которого напрямую связано с открытием нефтяных и газовых месторождений.

## История колледжа
Рождение колледжа, как и открытие башкирской нефти произошло в 1932 году.
Открытие Ишимбайского нефтяного месторождения 16 мая 1932 года создало проблемы с обеспечением нефтяных промыслов специалистами. Задача была решена с открытием первого в Башкирии нефтяного техникума в декабре 1932 года, который свою работу начал в городе Стерлитамаке, поскольку города Ишимбая в то время не существовало. С появлением базовых предприятий города в 1942 году техникум переведён в город Ишимбай.
Первым директором техникума стал А. С. Сквирский, инженер-электрик. До 1966 года техникум не имел собственное помещение. В 1966 году на улице Губкина построен учебный корпус — трёхэтажное здание со аудиториями, а через год было завершено строительство производственного корпуса, соединённого с учебным. В 1968 году построено четырёхэтажное здание общежития на 300 человек.
В 1974 году построен трёхэтажный пристрой, в верхних этажах которого расположились учебные аудитории, а нижний этаж целиком заняла светлая столовая на 200 мест.
В 1990 году сдан в эксплуатацию спортивный комплекс, состоящий из малого и большого спортивных залов, тира и стадиона. В 1993 году техникум получил статус колледжа.

### Директора
- 1932—1933 — Сквирский А. С.
- 1933—1937 — Матвеев И. А.
- 1937—1944 — Медведев К. И.
- 1944—1947 — Волкотруб А. И.
- 1947—1958 — Березин, Александр Васильевич
- 1958—1960 — Курамшин В. С.
- 1960—1963 — Чигряй И. С
- 1963—1968 — Пауль, Иван Георгиевич
- 1968—1983 — Фёдоров, Иван Гаврилович
- 1983—1986 — Куковякин, Пётр Александрович
- 1986—2000 — Стринадко, Вениамин Степанович
- 2000—2011 — Елёпин, Виктор Васильевич
- 2011 по настоящее время — Баймурзин Хамит Хаирварович

## Специальности
Колледж готовит специалистов по следующим специальностям:
- 230103 «Автоматизированные системы обработки информации и управления (в промышленности)»
- 230401 «Информационные Системы»
- 080110 «Экономика и бухгалтерский учёт (в промышленности)»
- 080802 «Прикладная информатика (в экономике)»
- 151001 «Технология машиностроения»
- 140613 «Техническая эксплуатация и обслуживание электрического и электромеханического оборудования (в нефтегазовой отрасли)»
- 130504 «Бурение нефтяных и газовых скважин»
- 150411 «Монтаж и техническая эксплуатация промышленного оборудования (в нефтегазовой отрасли)»
- 130503 «Разработка и эксплуатация нефтяных и газовых месторождений»
- 131018 «Разработка и эксплуатация нефтяных и газовых месторождений»
- 131ЭСК «Разработка и эксплуатация нефтяных и газовых месторождений»
- 131БСК «Бурение нефтяных и газовых скважин»
- 131003 «Бурение нефтяных и газовых скважин»
- 151031 «Монтаж и техническая эксплуатация промышленного оборудования»
- 131016 «Сооружение и эксплуатация газонефтепроводов и газонефтехранилищ»
- 080114 «Экономика и бухгалтерский учёт»
- 151901 «Технология машиностроения»
- 140448 «Техническая эксплуатация и обслуживание электрического и электромеханического оборудования»

## Выдающиеся выпускники
- Аляев, Иван Павлович — Герой Советского Союза.
- Арасланов, Гафиатулла Шагимарданович — Герой Советского Союза.
- Никулочкин, Дмитрий Степанович — заслуженный рационализатор РСФСР[4], участник Великой Отечественной войны, начальник установки комбинированного термического крекинга (с 1972 года — АТ-1) Ишимбайского НПЗ в 1965—1976-х гг[5]. Автор свыше 85 рационализаторских предложений по модернизации и повышению эффективности переработки нефти[5][6].
- Секин, Владимир Алексеевич — Герой Советского Союза.
- Сургучёв, Михаил Леонтьевич — советский учёный в области нефтепромысловой геологии.
- Уткин, Юрий Васильевич — советский и российский политик, учёный. Депутат Государственной Думы Федерального Собрания РФ первого (1993—1995) и второго (1995—1999) созывов.
- Шашин, Валентин Дмитриевич — советский государственный деятель, министр нефтяной промышленности СССР (1965—1977).

## Память
9 мая 1973 года по инициативе директора техникума И. Г. Фёдорова в фойе учреждения был открыт мемориал, посвящённый погибшим в Великой Отечественной войне преподавателям и учащимся технику и представляющий собой большую бронзовую доску. В 2015 году этот мемориал замуровали под гипсокартоном с целью размещения в вестибюле государственной символики. В том же году возле колледжа установили стелу, посвящённую участникам войны.